# S-3維京式反潛機
S-3維京式反潛機（英語：Lockheed S-3 Viking），是美国洛克希德公司（现洛克希德·马丁公司）生产的一种雙發噴射機，是S-2搜索者巡邏機的後繼機型，美國海軍於1968年提出SVX項目，最後由洛克希德的設計中標並命名為S-3“維京式”式。美國海軍於1967年12月提出VS(X)計劃，通過招標，1969年8月1日於洛克希德公司(現洛克希德·馬丁公司)加利福尼亞分公司簽訂S-3研制合同，1971年11月8日原型機出廠，1972年1月12日首飛，1974年2月20日開始交付海軍使用。其作戰任務主要是對潛艇進行持續的搜索、監視和攻擊，對己方重要的海軍兵力(如航空母艦、特遣艦隊)進行反潛保護，改型後可作因為任務而在空中加油、並作為反潛指揮控制機和電子對抗機。

## 設計特點

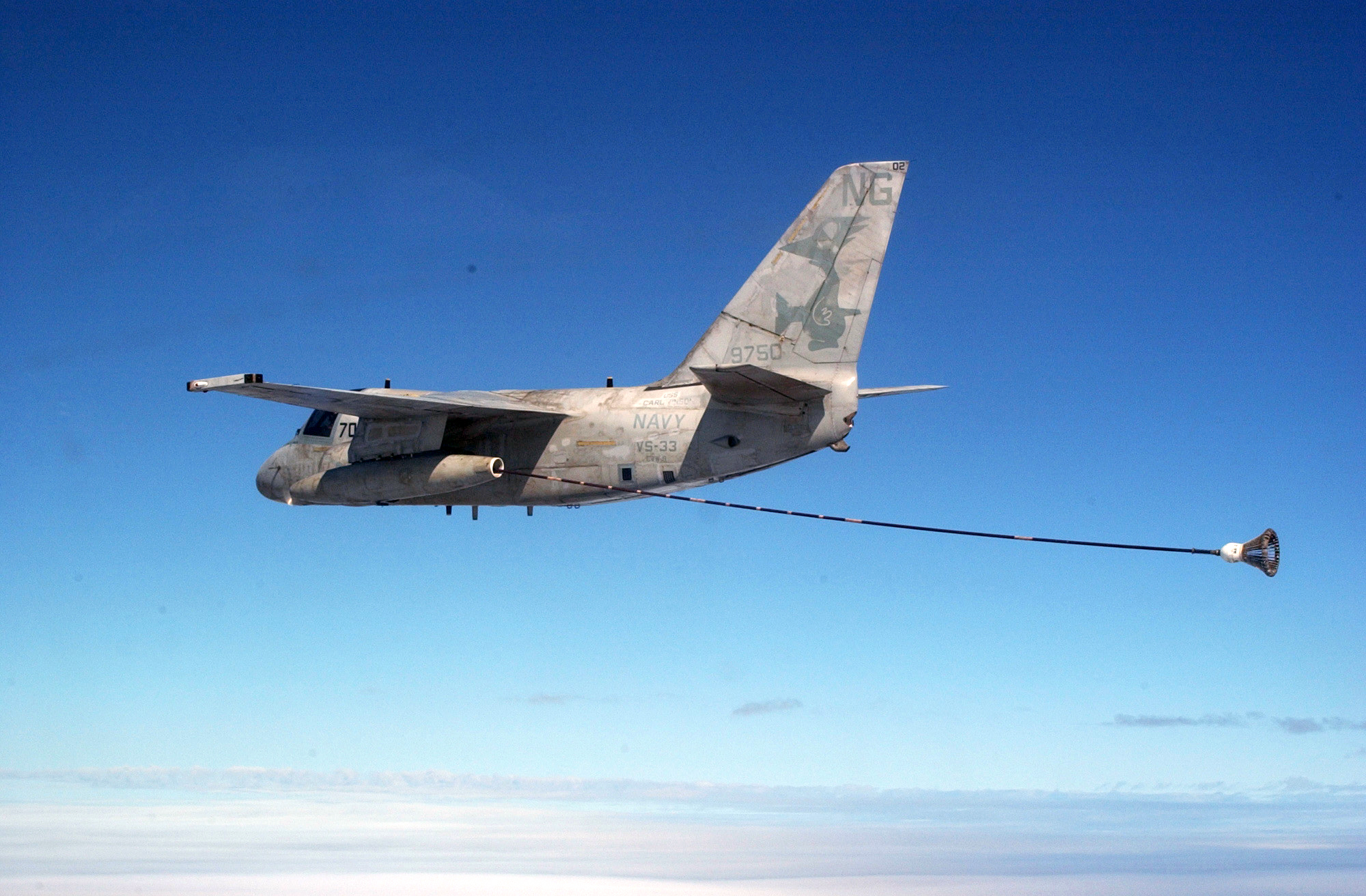
在KA-6D加油機退役後，S-3也會作為艦上空中加油機。

S-3維京式是針對當時的蘇聯核潛艇而研製的反潛機，為全世界首種噴射反潛機，為了要長時間在海上搜索潛艇而要採用低耗油量的通用動力TF34-GE-24渦輪風扇發動機，而在機尾也有長長的磁異探側器去幫助搜尋潛艇。
初期型是S-3A，現在已昇級至S-3B，每艘美國航空母艦都會有一個反潛中隊，每隊有10架S-3，S-3除了基本的反潛任務外，在KA-6D加油機退役後，也會作為艦上空中加油機。

## 轉作民用
美國太空總署在2004年，看中該型機低速飛行穩定性，與充裕的機腹彈艙空間，決定購入1架S-3B，拆除武器後，改為執行空中觀測、各種設備空中測試等任務，也曾裝設高光譜影像儀器設備，監測伊利湖的藻類生長概況。 （页面存档备份，存于）

## 基本資料
- 乘員:4人
- 機長:16.2米
- 翼展:20.9米
- 機高:6.93米
- 空重:12,057公斤
- 最重:19,500公斤
- 最快速度:814公里/小時
- 航程:3,700公里
- 昇限:12,465米
- 發動機:TF34-GE-24渦輪風扇發動機(推力:41.26kN)
- 武裝:2,220公斤各種炸彈，魚雷和飛彈,包括:

- Mk 80系列炸彈
- MK20石眼式集束炸彈
- Mk 50型魚雷
- Mk 46型魚雷
- 魚叉反艦飛彈
- AGM-84H/K增程型防區外對地攻擊飛彈

## 相關條目

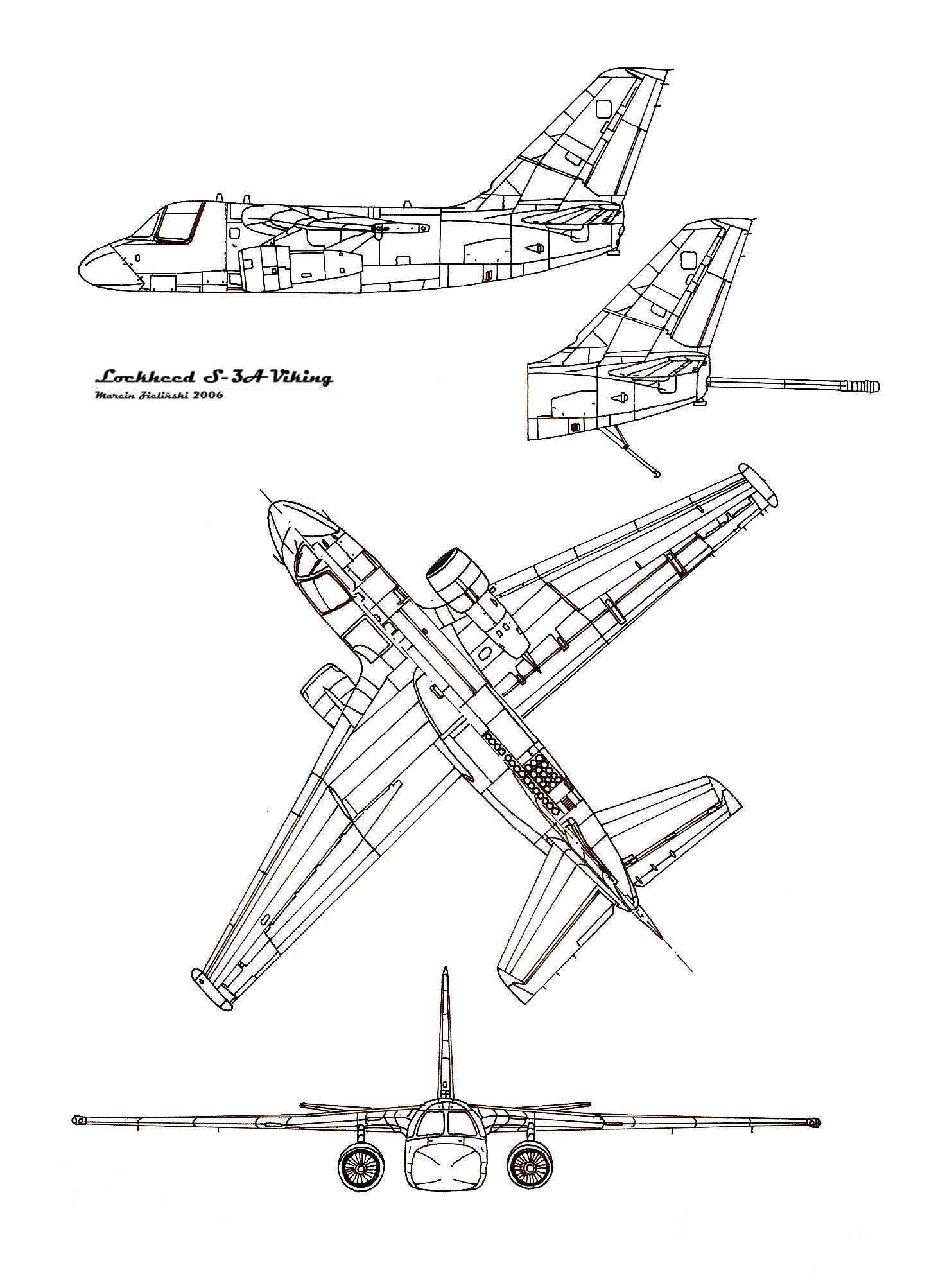
S-3反潛機三視圖

## 使用國家
- 美国

## 外部連結
- S-3B反潜机
- S-3“北欧海盗”舰载反潜机（页面存档备份，存于）